# 牙の血族
『牙の血族』（きばのけつぞく）は、髙橋美由紀による日本の漫画作品。

## 概要
1988年（昭和63年）から1990年（平成2年）にかけ、秋田書店の『ひとみCCミステリー』と『ひとみDX』に掲載された。掲載誌の事実上の廃刊である休刊により、未完に終わっている。
呪われた運命から必死に逃れようとする少年・藍崎良と現代に至っても弱肉強食の掟に固執する一族の物語が描かれる。

## 登場人物

### 主要人物
藍崎良（あいざき りょう）
本作の主人公。18歳。
人狼の種族「牙一族」の長の息子リョウ。雪のように白い髪と肌、青い瞳。一族の長である父と6人の姉に育てられた第7子である末子で、唯一の男児。母は物心つく前に亡くなった。呪われた宿命から逃れて自由を欲し、同じ願いを抱きながらも叶わなかった父に逃がされて村を去った。自身と家族、同じ村の住人を人間だと信じて育ったこともあり、村を出て初めて自分達が人間ではないことを知った。死のうとしても驚異的な再生能力で瞬く間に再生してしまうため、自殺しようとしても容易には死ねない。しかし、真に逃れたいと願っているのは故郷の村ではなく、一族の“血”そのものである。第1話「牙の血族」で長である父が亡くなったことで長候補の村人の襲撃が激しさを増し、人狼とは知らない警察に追われ、正体を知っても愛してくれるクラスメイトの日村果林と共に学校を去り、2人で旅を続けている。
幼い日、戦いを始める10歳になったことで他の長候補に襲われて記憶喪失に陥り藍崎家に身を寄せて家族として迎えられたが、3年後、長候補に見つかって襲撃を受けた際に記憶が蘇ったため、藍崎の家族を守るために記憶が蘇った代わりに失っていた間の記憶を失ったと見せかけて藍崎家を去った。
日村果林（ひむら かりん）
良と同じ3-Cのクラス委員。18歳。良が人狼だと知りながらも彼を愛し、2人であてのない逃避行と覚悟の上で旅立つ。両親は交通事故で亡くなり、妹と共に伯父の家に引き取られたが、環境の変化に耐えられなかった妹は精神を病んで登校拒否に陥り、自身が学校に行っている間に両親の後を追うように事故で死んでしまう。

### 牙一族
長
良の父。自由を欲しながらも一族に縛られて叶わなかったため、息子の代でその願いが叶うようにと望みを託して良を逃がし、また娘にもその逃亡を助けさせている。良が18歳になった年に亡くなった。
サト
良の姉。6人姉妹の長姉。父と共に、弟の望む人生を歩ませてやりたいと願っており、密かに良を見守り藍崎家の人々に接触している。雪女を思わせる風情で、まだ雪の残る山の雨と夜の寒さを感じないかのようであり、地面に落ちた枯れ枝を踏む音すらしない。

### その他
花野（はなの）
第1話「牙の血族」で連続殺人事件を捜査する山ノ内警察署の刑事。容疑者として良に疑いの目を向けるが、良や被害者が同じ村の出身者で人間ではないことと死因となった噛み傷が絶滅した筈のニホンオオカミのものだと知り、良の正体と事件の真相を悟る。
洋子（ようこ）
第2話「目覚めの日」で、良の村がある山の麓に祖母が暮らしており、亡くなった祖父の一周忌に母と共に久方ぶりに祖母を訪ねた際、良と知り合う。14歳。良とその姉の正体を知り、苦難の道を歩む良を思い涙しつつも恐怖でそれ以上は踏み込むことは出来なかった。
杉本公（すぎもと こう）
第3話「白い逃走」で、山奥のコテージに友人と旅行にやって来た少年。傷だらけで倒れていた良を救い、連れ戻そうとした姉の手から逃亡を促す。
高木美也（たかぎ みや）
杉本に想いを寄せる少女。最終的に相思相愛の仲になる。
高瀬征男（たかせ まさお）
第4話「影が走る街角」で、良に出会った青年。警察官。暴走族「BLACK JORKER」を壊滅させようと奔走するが、そのために奴らに妹を狙われる。
高瀬幸子（たかせ さちこ）
征男の妹。暴走族に絡まれたのを良に救われる。
遠藤（えんどう）
第5話「雨に消えた足跡」で良を助けた未亡人。フルネームは不明。夫と息子を交通事故で失っている。良が人狼だと知っても変わらなかった数少ない存在。
由香（ゆか）
第6話「沈みゆく日々の奇跡」で、病気療養のために北軽井沢の別荘で暮らす少女。狼の姿の良と出会い。その後、人間の姿の彼に恋をする。
立花（たちばな）
NNK-TVの職員。友人が撮影した写真でニホンオオカミが生きていることを知り、みっちゃん・キョウ平と共に撮影された現地に赴いた。
藍崎（あいざき）
リョウに「藍崎良」という彼らの失われた息子の名を与えた人物。第7話「白い標的」で山にいて、野犬に襲われているとおぼしき男の子を助けて自宅に連れ帰り、甥を引き取ったということにして死んだ息子の名を付けて新しい息子にした。
藍崎さやか（あいざき さやか）
第7話「白い標的」で記憶を失った良と家族として暮らした少女。良より1歳年下。良は自分達に関する記憶が消えたように装って去ったが、それでも彼を兄として慕い続けている。
東堂渡（とうどう わたる）
第8話「春暁の訪問者」で両親が離婚しようと争っている時、追い出されて以来、マンションに一人暮らしをしている。結局、離婚はやめて一緒にやっていくようになったが、そんな両親に1年も放っておかれてグレてしまう。幼馴染の少女・樹理にもつらく当たっている。
省吾（しょうご）
第9話「緑もえる日々」で、良の転校先の緑ヶ丘中学校の生徒。中学1年生、13歳。友人2人と一緒に山に幽霊探検に行って良と出会い、最初は嫌がらせをしていたが、徐々に仲良くなってゆく。
友田乃里（ともだ のり）
第10話「報復①」で、引っ込み思案な私立第一中学校の生徒。2-A。14歳。おとなしすぎてイジメられていたが、夏の公園で良に出会い、彼に励まされて言いたいことを少しずつ言えるようになった。響子の差し金で右手の神経が切れるほど痛めつけられるが、手術でまた大好きな絵を描けるようになった。半年後、再会するも既に良に対する気持ちは憧れでしかなく、ずっと好きだった幼馴染の基と相思相愛になる。
保科響子（ほしな きょうこ）
乃里をイジメているクラスメイト。
倉石基（くらいし もとき）
第11話「報復②－半年目のクリスマス－」で、数年ぶりに乃里に再会した幼馴染。幼いころから乃里が好きで絵の中の良に嫉妬していたが、良の計らいで乃里と両想いになる。
由美（ゆみ）
響子の友人。

## 用語
牙一族
ニホンオオカミの血を引く人狼の種族。人間から逃れるため、東北地方の誰も足を踏み入れることのない山奥に村を作り、種の保存のために人間に姿を変えて生き続けている。しかし、人間として振る舞おうとも狼の本能と習性は消えることはなかった。強い血と力を持つ良の家系が長く長を輩出しているが、基本的に10歳以上の男子は全員「次代の長」候補で血で血を洗う戦いの果てに勝利した最強の者が長になる。ほとんどの村人はその掟と昔から続く古い因習に疑問を抱くことなく盲従しているが、当の長とその子供達は戦いを忌み嫌い長になりたいとは思っていない。村人は村を出てはならないという決まりがあり、村に生まれて死ぬまで外部に出ることはない。長を決める戦い以外は殺し合いは許されておらず、長を決めるための戦いは一対一でという決まりがある。しかし、長になりたいと野心を抱く者、掟を破って村の外に出た良を裏切り者と蔑む者がおり、長の目が届かないのを良いことに集団で良を殺そうとする者が続出している。

## 書誌情報
- 髙橋美由紀 『牙の血族』 秋田書店〈ひとみコミックス〉、全3巻
  1. 1989年11月20日発売、ISBN 4-253-08327-7
  2. 1990年7月発売、ISBN 4-253-08328-5
  3. 1991年4月発売、ISBN 4-253-08329-3
- 高橋美由紀 『牙の血族』秋田書店〈ホラー・コミックス・スペシャル）、全2巻
  1. 1996年12月発売、ISBN 4-253-12846-7
  2. 1996年12月発売、ISBN 4-253-12847-5
- 高橋美由紀 『新装版 牙の血族』 秋田書店〈ボニータ・コミックスα〉、上下巻
  1. 2011年3月16日発売、ISBN 978-4-253-09307-1
  2. 2011年3月16日発売、ISBN 978-4-253-09308-8